# Дейвід Гай Комптон
Девід Гай Комптон (англ. David Guy Compton; нар. 19 серпня 1930, Лондон — пом. 10 листопада 2023 року, Мен, США) — англійський письменник. Писав науково-фантастичні твори під іменем Д. Г. Комптон. Для своїх ранніх кримінальних романів використовував ім'я Гай Комптон та псевдонім Френсіс Лінч для своїх готичних романів. Також писав оповідання та радіопостановки. Автор нехудожньої книги про заїкання.

## Біографія
Комптон народився у Лондоні. Його першою опублікованою книгою став кримінальний роман «Пребагато вбивць» (англ. Too Many Murderers, 1962). Комптонів роман 1970 року — «Сталевий крокодил» (англ. The Steel Crocodile) став номінантом на премію «Неб'юла». А 1980 року за романом «Тривала Кетрін Мортенгоу» (англ. The Continuous Katherine Mortenhoe) режисер Бертран Таверньє зняв фільм «Прямий репортаж про смерть» (англ. Death Watch).
Фільм «Мозковий штурм» (англ. Brainstorm, 1983) дуже схожий по змісту на Комптоновий роман «Синтезадоволення» (англ. Synthajoy, 1968).
В «Науковій фантастиці: історія, наука, бачення» (англ. Science Fiction: History, Science, Vision) Роберт Скоулз та Ерік С. Рабкін писали:
|  | Комптонові твори наповнені гострим та витонченим моральним відчуттям, яке відкидає крайнощі сатири та сентиментів та змушує нас бачити світ в етичному світлі... у своїх творах справжньої наукової фантастики йому чудово вдається зберігати певні традиційні фантастичні та людські цінності. Оригінальний текст (англ.) Compton's work is informed by an acute and subtle moral sense which avoids the extremes of satire and sentiment while compelling us to see the world ethically...he succeeds superbly in preserving certain traditional fictional values and human values in works of genuine science fiction. |

.
2007 року Американська асоціація письменників-фантастів дала письменнику звання «Заслужений автор».
Комптон помер 10 листопада 2023 року в штаті Мен, США, де він жив. Про це повідомив Arrowhead (сайт наукової фантастики).